# Garnizon Kraków

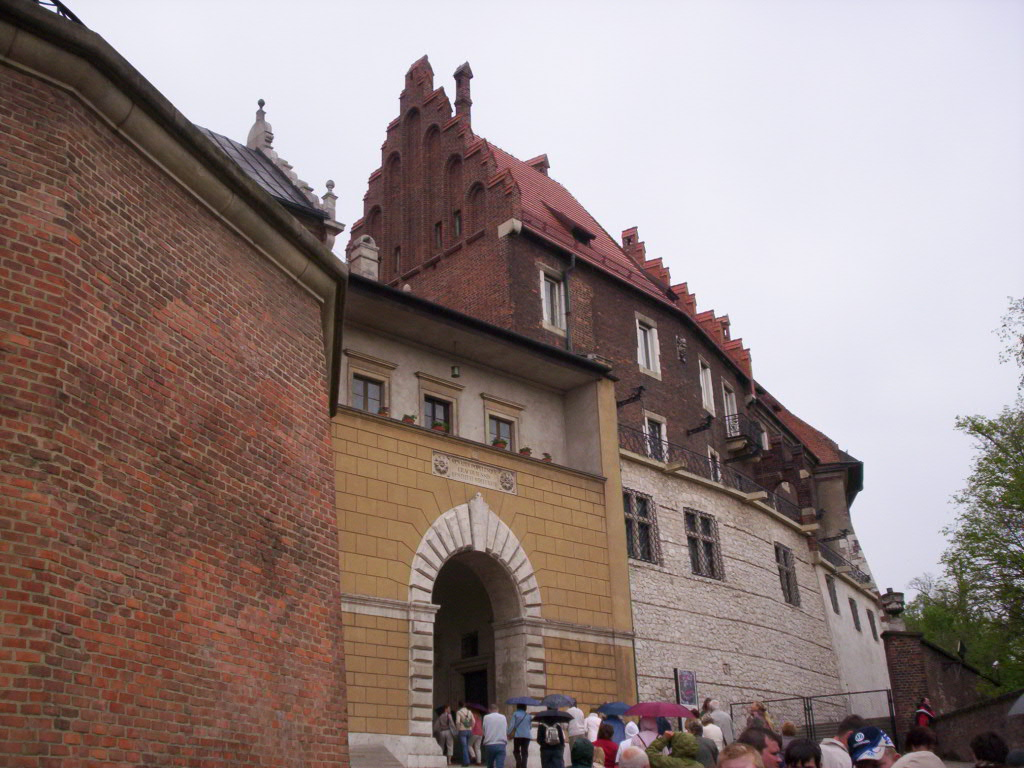
Mury obronne Wawelu

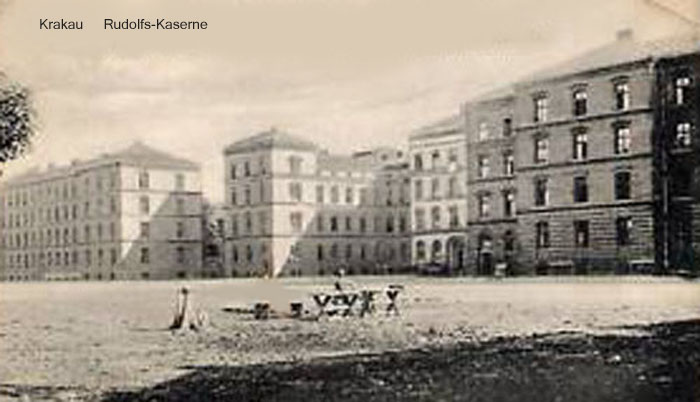
Koszary Rudolfa przy ul. Warszawskiej

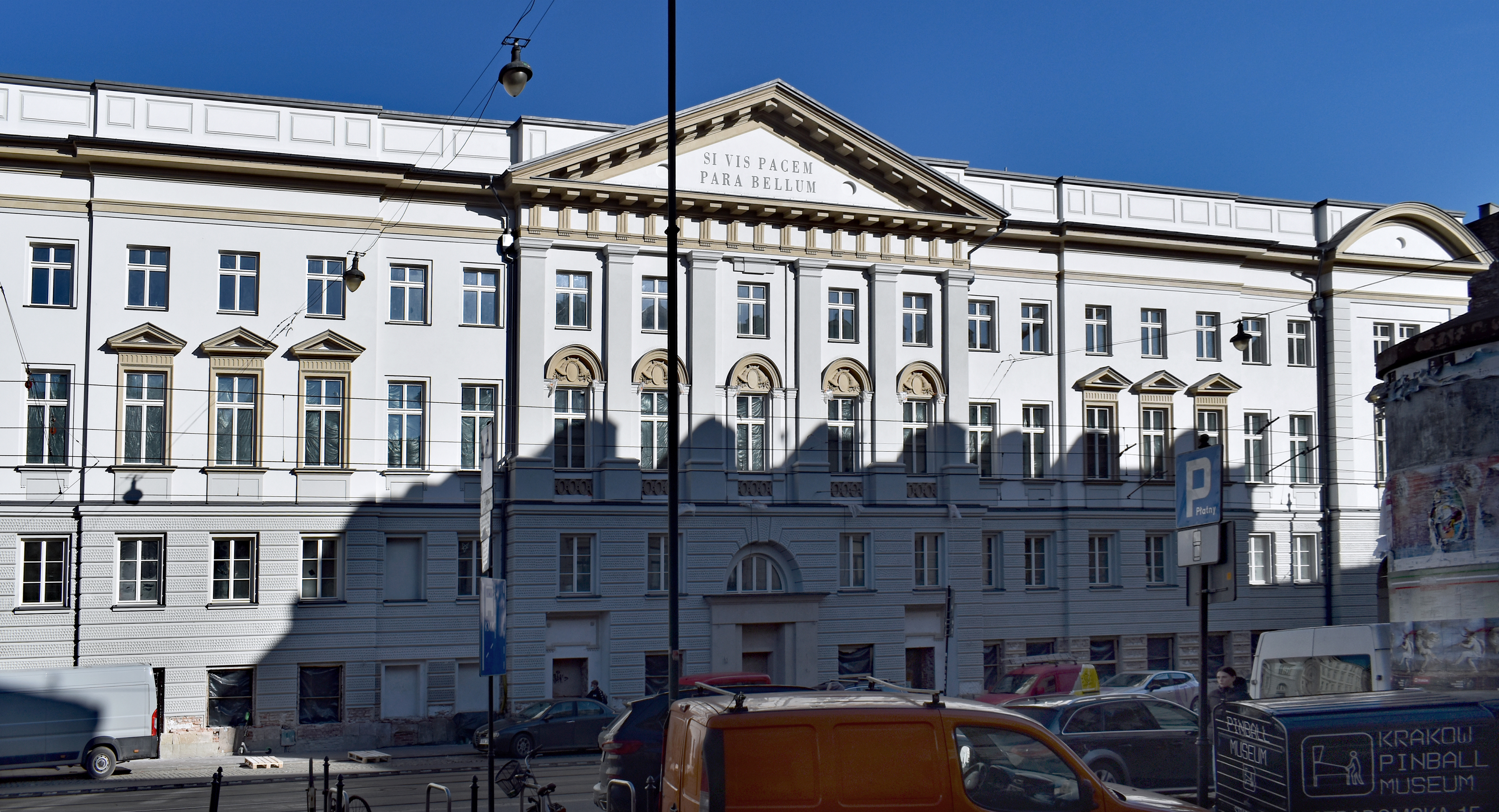
Budynek przy ul. Stradomskiej 12–14

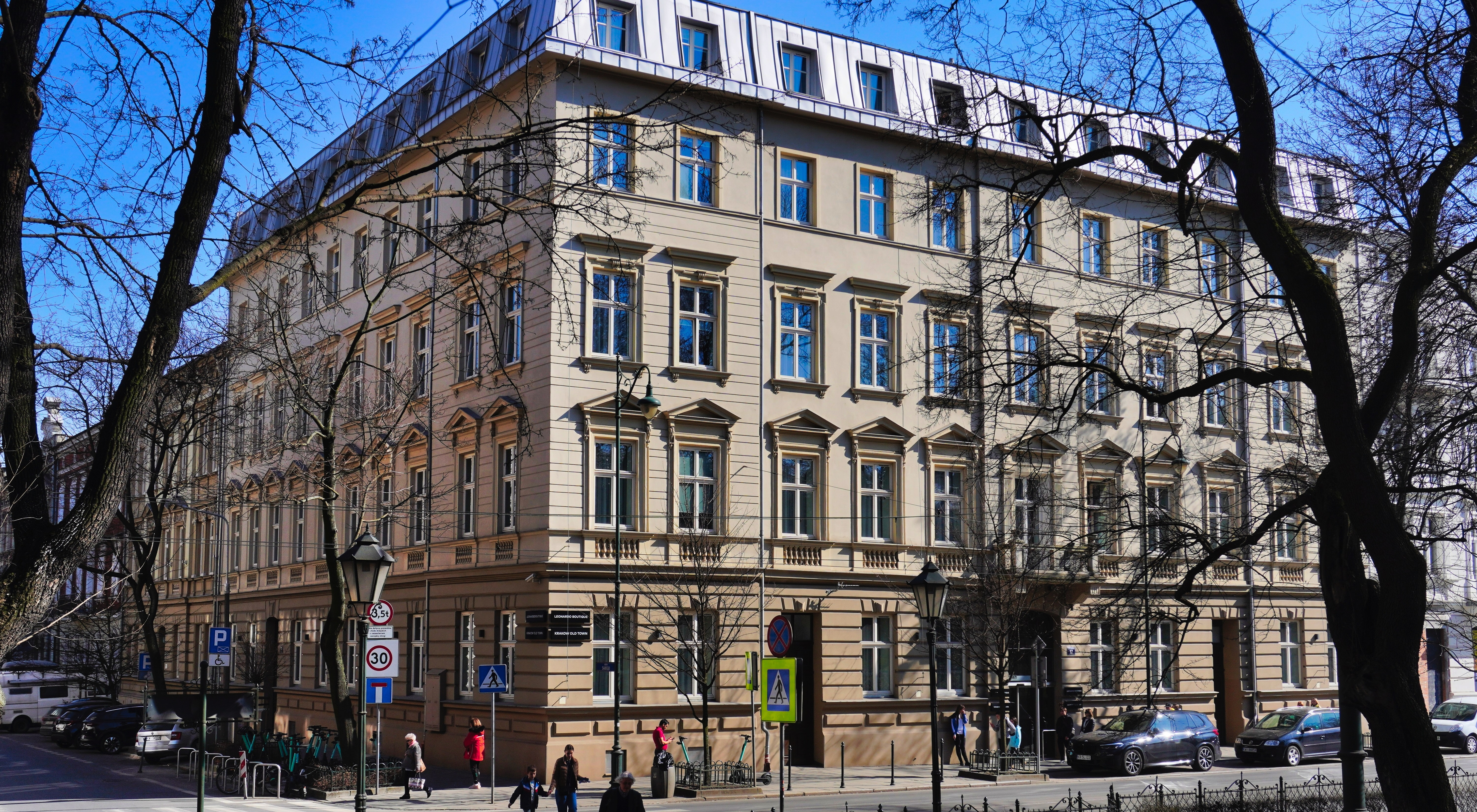
Budynek przy ul. św. Gertrudy 12

Garnizon Kraków – garnizon w Krakowie, w którym kolejno stacjonowały instytucje i jednostki wojskowe sił zbrojnych Monarchii Austro-Węgierskiej, Wojska Polskiego II RP, Wehrmachtu i Wojska Polskiego.
Prestiż miasta podnosił fakt, że było ono dużym garnizonem wojskowym. Stacjonowały w nim na przestrzeni lat różne jednostki wojskowe.
Rozporządzeniem Ministra Obrony Narodowej z 10 sierpnia 2022 w sprawie utworzenia, przekształcenia i zniesienia garnizonów oraz określenia zadań, siedzib i terytorialnego zasięgu właściwości ich dowódców, określono  terytorialny zasięg Garnizonu Kraków. Obejmuje on (2022) część miasta Kraków, miasto  Nowy Sącz,  Tarnów oraz powiaty: bocheński, brzeski, dąbrowski, chrzanowski, gorlicki, krakowski (część) , miechowski, myślenicki, nowosądecki, olkuski, proszowicki, tarnowski, wielicki.

## Garnizon armii austrowęgierskiej
| Garnizon cesarskiej i królewskiej Armii oraz cesarsko-królewskiej Obrony Krajowej | Garnizon cesarskiej i królewskiej Armii oraz cesarsko-królewskiej Obrony Krajowej |
| --------------------------------------------------------------------------------- | --------------------------------------------------------------------------------- |
| c. i k. Komenda 1 Korpusu                                                         | ul. Stradomska 14                                                                 |
| c. i k. Komenda Twierdzy                                                          | plac św. Magdaleny 2                                                              |
| c. i k. Komenda Placu                                                             | plac św. Magdaleny 2                                                              |
| c. i k. Komenda 12 Dywizji Piechoty                                               | ul. św. Gertrudy 12                                                               |
| c. i k. Komenda 23 Brygady Piechoty                                               | ul. św. Gertrudy 12                                                               |
| c. i k. Komenda 24 Brygady Piechoty                                               | ul. św. Gertrudy 12                                                               |
| c. i k. Komenda 7 Dywizji Kawalerii                                               | ul. św. Gertrudy 12                                                               |
| c. i k. Komenda 20 Brygady Kawalerii                                              | ul. św. Gertrudy 12                                                               |
| c. i k. Komenda 1 Brygady Artylerii Polowej                                       | ul. św. Gertrudy 12                                                               |
| Pułk Ułanów Nr 3                                                                  | ul. św. Gertrudy 12                                                               |
| Pułk Dragonów Nr 10                                                               | ul. św. Gertrudy 12                                                               |
| c. k. Komenda 46 Dywizji Piechoty Obrony Krajowej                                 | ul. Pawia 3                                                                       |
| c. k. Komenda 91 Brygady Piechoty Obrony Krajowej                                 | ul. Pawia 3                                                                       |
| 16 Pułk Piechoty Obrony Krajowej                                                  | Ldw. Kaserne Krowodrza                                                            |
| 1 Pułk Armat Polowych                                                             | Artilleriekaserne Łobzów                                                          |
| 3 Pułk Armat Polowych                                                             | Artilleriekaserne Dąbie                                                           |
| 1 Pułk Haubic Polowych                                                            | ul. Rakowicka                                                                     |
| 1 Dywizjon Artylerii Konnej                                                       |                                                                                   |
| 1 Dywizjon Taborów                                                                |                                                                                   |
| Kadra zapasowa Pułku Ułanów Nr 1                                                  | Kavalleriekaserne Rakowice                                                        |
| Kadra kompanii zapasowej Batalionu Strzelców Polnych Nr 13                        | Franz Josefkaserne ul. Rajska 1                                                   |

## Garnizon Wojska Polskiego II RP

### Koszary
18 listopada 1918 roku generał Bolesław Roja nadał nowe nazwy krakowskim koszarom:
- Franz Josefkaserne przy ul. Rajskiej na koszary Kościuszki,
- Rudolfskaserne przy ul. Warszawskiej na koszary Jana Sobieskiego,
- Trompeterkaserne przy ul. Grodzkiej na koszary Legionów,
- Staedt. Ldw. Kaserne przy ul. Siemiradzkiego na koszary Józefa Piłsudskiego,
- Ldw. Kaserne Krowodrza na koszary hetmana Czarnieckiego,
- Weichseldepotkaserne przy ul. Zwierzynieckiej na koszary Bartosza Głowackiego,
- Salinenkaserne Podgórze III Most na koszary Jana Kilińskiego,
- Pion. Barackenkaserne przy ul. Montelupich na koszary Stefana Batorego,
- Pion. Zugskaserne przy ul. Zabłocie na koszary Kazimierza Pułaskiego,
- Kavalleriekaserne Rakowice na koszary ks. Józefa Poniatowskiego,
- Fest. Art. Baonskaserne przy ul. Montelupich na koszary hetmana Żółkiewskiego,
- Artilleriekaserne przy ul. Rakowickiej na koszary generała Bema,
- Artilleriekaserne Dąbie na koszary Bolesława Wielkiego,
- Artilleriekaserne Łobzów na koszary Kazimierza Wielkiego,
- Artilleriekaserne Podgórze na koszary Jagiellonów,
- Artillerie Notkaserne Podgórze na koszary Władysława Warneńczyka,
- Art. Zugsdepotkaserne Podgórze na koszary Grunwaldzkie,
- Artilleriekaserne Zwierzyniec na koszary Henryka Dąbrowskiego[3].

### Wyższe dowództwa
- Polska Komenda Wojskowa w Krakowie (1 XI – XII 1918)
- Dowództwo Okręgu Generalnego „Kraków” (1918–1921)
- Dowództwo Okręgu Korpusu Nr V (1921–1939)

### Oddziały broni i służb
- Dowództwo 6 Dywizji Piechoty
- 20 Pułk Piechoty Ziemi Krakowskiej

- Dowództwo V Brygady Jazdy (1921–1924)
- Dowództwo 5 Samodzielnej Brygady Kawalerii (1924–1937)
- Dowództwo Krakowskiej Brygady Kawalerii (1937–1939)
- 8 Pułk Ułanów Księcia Józefa Poniatowskiego[4]
- 5 Szwadron Pionierów

- Dowództwo 5 Grupy Artylerii
- 6 Pułk Artylerii Lekkiej
- 5 Pułk Artylerii Ciężkiej
- 5 Dywizjon Artylerii Przeciwlotniczej

- 5 Batalion Pancerny
- 2 Dywizjon Pociągów Pancernych

- 2 Pułk Lotniczy
- 3 Grupa Aeronautyki

- 4 Brygada Saperów
- 5 batalion Saperów
- 1 Batalion Mostów Kolejowych

- Dowództwo 2 Grupy Łączności (1931–1933)
- 5 Samodzielny Batalion Łączności → 5 Batalion Telegraficzny (1930–1939)
- Stacja Radiotelegraficzna „Kraków” w Krakowie → 3 pluton radiotelegraficzny w Krzesławicach → Stacja Radiotelegraficzna Nr 3 w Krzeszowicach
- Kadra kompanii szkolnej 2 batalionu radiotelegraficznego w Krakowie → Kadra 2 kompanii szkolnej radio
- kompania telegraficzna 6 DP → kompania łączności 6 DP

- 5 Dywizjon Żandarmerii

- Wojskowy Sąd Okręgowy Nr 5
- Wojskowa Prokuratura Okręgowa Nr 5
- Wojskowy Sąd Rejonowy w Krakowie
- Wojskowe Więzienie Śledcze Nr 5

- Dowództwo Uzbrojenia w Krakowie (kierownik – gen. ppor. Aleksander Truszkowski)
- Zarząd Centralnych Zakładów Uzbrojenia w Krakowie (kierownik – gen. bryg. Aleksander Truszkowski)
- Centralny Skład Broni nr 2 (kierownik – ppłk uzbr. Stanisław Franciszek Walczyński)
- Centralny Skład Amunicji nr 4 (kierownik – płk uzbr. Rudolf Obraczay)
- Zbrojownia nr 4 (kierownik – płk uzbr. Ludwik Monné)
- Kadra Zbrojowni nr 4
- 5 Okręgowe Szefostwo Uzbrojenia
- Okręgowy Zakład Uzbrojenia Nr V
- Pomocnicza Składnica Uzbrojenia nr 5 (zarządca – mjr uzbr. Kazimierz Wachowicz)
- 5 Składnica Uzbrojenia w Krakowie (zobacz Składnice Wojska Polskiego w II Rzeczypospolitej)
- Filia 5 Składnicy Uzbrojenia w Kłaju

- 5 Szpital Okręgowy
- 5 Batalion Sanitarny (1922-1931)

- Składnica Materiału Intendenckiego Nr 5

### Władze garnizonowe
- Komenda Obozu Warownego „Kraków”
- Komenda Placu Kraków
- Komenda Miasta Krakowa

Komendanci placu i miasta
- płk dypl. kaw. Roland Bogusz (X 1931 – XI 1932)
- mjr piech. Jan Czechowski (wz. XI 1932 – III 1934)
- ppłk adm. (samoch.) Felicjan Madeyski (IV 1934 – 1939)

Obsada personalna komendy miasta w marcu 1939
- komendant miasta – ppłk adm. (samoch.) Felicjan Madeyski
- naczelny lekarz garnizonu – mjr lek. dr Kazimierz Edward Michalik[b]
- adiutant – rtm. adm. (kaw.) Kazimierz Ludwik Grudniewicz
- kierownik referatu mobilizacyjnego – kpt. adm. (art.) Józef Żmuda
- kierownik referatu OPL – kpt. adm. (piech.) Józef Sułek
- kierownik referatu bezpieczeństwa i dyscypliny – kpt. adm. (piech.) Jan Uryga
- kierownik referatu administracyjno-kwaterunkowego – kpt. adm. (piech.) Leon Pszonczak
- kapelan garnizonu –  st. kpl. ks. Antoni Kosiba

## Garnizon Wojska Polskiego po 1945
- Dowództwo Wojsk Specjalnych
- COS-DKWS
- Jednostka Wojskowa Nil
- Dowództwo Okręgu Wojskowego nr V (1945–1954)
- Dowództwo i sztab Krakowskiego Okręgu Wojskowego (1992–1999)
- Dowództwo Korpusu Powietrzno-Zmechanizowanego (1999–2001)
- 2 Korpus Zmechanizowany (2001-2014)
- COL-DKL (2014-2024)
- D2KP-DKL (2023-obecnie)
- 2 Centrum Koordynacji Operacji Powietrznych – od 2002
- Dowództwo i sztab 6 Pomorskiej Dywizji Piechoty – do 23 czerwca 1957
  - 16 Kołobrzeski Pułk Piechoty
  - 13 Kołobrzeski Batalion Saperów
- Inspektorat SKW w Krakowie
- Wojewódzki Sztab Wojskowy w Krakowie
- Dowództwo i sztab 6 Pomorskiej Dywizji Powietrznodesantowej – do 23 czerwca 1957 do 1986
  - 10 batalion powietrznodesantowy
  - 16 batalion powietrznodesantowy
  - 9 szkolny batalion powietrznodesantowy
- 6 Pomorska Brygada Powietrznodesantowa – od 1986 do 1992
- 6 Brygada Desantowo-Szturmowa – od 1992 do 2009
- 6 Brygada Powietrznodesantowa – od 2009

i inne